# Spinus uropygialis
Spinus uropygialis е вид птица от семейство Чинкови (Fringillidae).

## Разпространение
Видът е разпространен в Аржентина, Боливия, Перу и Чили.